# Dör
Dör [der] je obec v Maďarsku v župě Győr-Moson-Sopron, spadající pod okres Csorna. Nachází se asi 4 km jihovýchodně od Csorny, asi 28 km západně od Győru. V roce 2015 zde žilo 675 obyvatel. Dle údajů z roku 2011 tvoří 90 % obyvatelstva Maďaři, 2 % Romové, 1,2 % Němci a 0,2 % Chorvati, přičemž 10 % obyvatel se ke své národnosti nevyjádřilo.
Blízko Döru se nachází křižovatka dálnic M85 a M86.

## Sousední obce
| Růžice kompasu |             | Barbacs | Kóny         | Růžice kompasu |
| Růžice kompasu | Csorna      | Sever   | Bágyogszovát | Růžice kompasu |
| Růžice kompasu | Csorna      | Dör     | Bágyogszovát | Růžice kompasu |
| Růžice kompasu | Csorna      | Jih     | Bágyogszovát | Růžice kompasu |
| Růžice kompasu | Rábapordány |         |              | Růžice kompasu |